# БТА Банк
«БТА Банк» — казахстанский банк. Главный офис располагался в Алма-Ате. В июне 2015 года сдал банковскую лицензию и вышел из банковской системы Казахстана.

## История
В 1991 году на основе казахстанского отделения Промышленного банка СССР был образован Казахский республиканский банк Государственного коммерческого промышленно-строительного банка «Туранбанк». В том же году на его основе был создан Казахский акционерный банк «Туранбанк». В 1992 году банк был переименован в Банк Внешнеэкономической деятельности Республики Казахстан «AlemBank Kazakhstan».
Закрытое акционерное общество «БанкТуранАлем» было создано 15 января 1997 года на основании Постановления правительства Республики Казахстан о слиянии казахского акционерного банка «Туранбанк» и акционерного банка «АлемБанк Казахстан» (оба банка являлись 100% собственностью государства).
ЗАО «БанкТуранАлем» с 1 октября 1998 года переименовано в ОАО «Банк ТуранАлем», а затем — в АО «Банк ТуранАлем».
19 декабря 2004 года на охоте погиб председатель правления «Банка Туран Алем» Ержан Татишев. Позднее, в 2017 году, Муратхан Токмади, в руках которого выстрелило ружьё, в эфире телеканала КТК, а затем и в суде признал, что лично застрелил Татишева по заказу Мухтара Аблязова, который после трагедии возглавил банк.
Весной 2008 года банк провёл ребрендинг, в результате которого были изменены название, логотип и фирменный стиль банка.
2 февраля 2009 года банк был национализирован в связи финансовым мировым кризисом.
В 2009—2010 годах БТА Банком была осуществлена реструктуризация определённой финансовой задолженности. В рамках данного процесса указанная задолженность снизилась с $16,65 млрд до $4,2 млрд, доля Фонда «Самрук-Казына» увеличилась до 81,48 % капитала, внутренние и внешние кредиторы стали акционерами банка, владеющими 18,5 % капитала.
В связи с ухудшением финансового положения БТА Банка в течение 2011 года, относительной ограниченностью в ликвидных средствах и отрицательным финансовым результатом, в 2012 году БТА Банком объявлена повторная реструктуризация, в рамках которой определённая финансовая задолженность банка, подлежащая реструктуризации, была аннулирована. В обмен на это кредиторы получили денежные средства в размере $1618 и новые облигации на сумму $750 млн.
БТА Банк также заключил обновлённое соглашение по возобновляемой гарантированной кредитной линии по торговому финансированию (RCTFF), по которому обязательства на дату реструктуризации составляли около $348 млн. Фонд «Самрук-Казына» предоставил БТА Банку заём в размере $1,592 млрд, субординированный по отношению к новым облигациям и RCTFF.
По итогам реструктуризации БТА Банк был рекапитализирован на сумму около $10 млрд. Фонд «Самрук-Казына» увеличил свою долю в капитале банка до 97,3 %. Доля кредиторов составила 2,5 % акций, доля миноритарных акционеров, владевших акциями до реструктуризации 2009—2010 годов — в совокупности 0,2 % акций банка.
В 2013 году банку удалось добиться существенного прогресса в процессе возврата активов — в рамках разбирательств, инициированных БТА Банком в судебных органах Великобритании против бывших представителей менеджмента и их сообщников. С ноября 2012 года Высокий суд Лондона вынес ряд решений, согласно которым в пользу банка будет взыскана компенсация ущерба на общую сумму около $4 млрд.
Помимо дальнего зарубежья, банк добился значительных успехов в работе по возврату активов в России и на Украине. Так, в 2013 году был получен ряд судебных решений по восстановлению залогового обеспечения и обращению на него взыскания; произведена регистрация ипотеки на крупные объекты недвижимости в Москве; обеспечен возврат значительной суммы ссудной задолженности. За счёт судебной реализации залогового имущества по проблемным займам Банку в 2013 году удалось вернуть 12,7 млрд тенге.
В феврале 2014 года «Казкоммерцбанк» и казахстанский бизнесмен Кенес Ракишев достигли окончательной договорённости по приобретению доли по 46,5 % акций «БТА Банка» каждый у АО Фонд национального благосостояния «Самрук-Қазына». При этом оставшаяся в БТА доля «Самрук-Қазына» в 4,26 % должна быть передана «Казкоммерцбанку» по договору доверительного управления для обеспечения ККБ более 50 % голосов и операционного контроля над БТА.
4 июля 2014 года Фонд «Самрук-Қазына», владевший 97,26 % капитала «БТА Банка», в соответствии с достигнутыми ранее договоренностями, реализовал 93 % капитала «БТА Банка» консорциуму инвесторов в лице «Казкоммерцбанка» (46,5 %) и казахстанского бизнесмена Кенеса Ракишева (46,5 %).
Одновременно Фонд «Самрук-Қазына» передал оставшуюся долю в 4,26 % капитала «БТА Банка» по договору доверительного управления в «Казкоммерцбанк», что обеспечило «Казкоммерцбанку» более 50 % голосов и операционный контроль над «БТА Банком». Эта сделка была одобрена советом директоров и общим собранием акционеров «Казкоммерцбанка», также были получены необходимые разрешения Агентства по защите конкуренции и Национального банка Республики Казахстан.

## Собственники и руководство
Основными акционерами БТА Банка являются Казкоммерцбанк (46,5 %) и казахстанский бизнесмен Кенес Ракишев (46,5 %). Фонду «Самрук-Қазына» принадлежит доля в 4,26 %, которая по договору доверительного управления передана Казкоммерцбанку, что обеспечивает ККБ более 50 % голосов и операционный контроль над БТА Банком.
Оставшаяся доля акций (2,74 %) принадлежит кредиторам БТА Банка, конвертировавшим прежние обязательства банка в новые ценные бумаги и акции и миноритарным акционерам, владевшим акциями банка до реструктуризации 2010 года.
Председатель совета директоров — Кенес Ракишев (с 14 февраля 2014 года). Председатель правления — Магжан Ауэзов (с 25 февраля 2014 года).

## Деятельность
БТА Банк предоставляет широкий спектр банковских услуг физическим лицам, субъектам малого и среднего бизнеса, крупным корпоративным клиентам. Филиальная сеть банка насчитывает 19 филиалов и свыше 174 отделений по Казахстану. Международные представительства банка расположены в России, Великобритании и Китае. Банковская сеть БТА распространяется на Казахстан, Россию, Беларусь, Украину, Кыргызстан, Армению, Грузию и Турцию.
Современная технологическая инфраструктура БТА позволяет клиентам совершать большинство банковских операций дистанционно и в любое удобное время суток. Сеть каналов альтернативного банковского обслуживания БТА включает более 848 банкоматов, 1432 POS-терминала в предприятиях торговли и сервиса, 171 терминал самообслуживания, круглосуточное онлайн-отделение БТА24 и систему SMS-банкинга.

### Финансовые показатели
Согласно данным аудированной консолидированной отчётности, на 31 декабря 2013 года активы группы БТА составили 1 603 млрд тенге, кредитный портфель — 616 млрд тенге, обязательства — 1 323 млрд тенге, собственный капитал — 280,2 млрд тенге. Чистая прибыль группы за 2013 год составила 7,5 млрд тенге.
По состоянию на 31 марта 2014 года, на основе данных неаудированной промежуточной сокращённой консолидированной отчётности, активы группы составили 1 644,3 млрд тенге, кредитный портфель — 651,6 млрд тенге, обязательства — 1 359,5 млрд тенге, собственный капитал — 284,8 млрд тенге. Чистая прибыль группы за три месяца, закончившихся 31 марта 2014 года, составила 8,7 млрд тенге.

## Группа БТА
Банковский конгломерат БТА присутствовал в Казахстане, России, Китае, Турции, Кыргызстане, Беларуси, Армении и на Украине.

### Дочерние компании
- ПАО «БТА Банк» (Украина)
- ЗАО «БТА Банк» (Беларусь)
- АО «БТА Банк» (Кыргызстан)
- АО СК «Лизинг» (Казахстан)
- ОАО «НАСК „Оранта“» (Украина)
- ТОО «KAZKOM Realty» (Казахстан)

Также БТА Банку принадлежало ОАО АКБ «БТА-Казань» (Татарстан, Россия), но в процессе санации, проводимой ЦБ РФ в мае 2014 года в связи с финансовыми проблемами в БТА-Казань, все акционеры утратили контроль за российским банком. Новым владельцем БТА-Казань стало ООО «Новая нефтехимия».